# 木村謙次

木村 謙次（きむら けんじ、1752年〈宝暦2年〉 - 1811年8月24日〈文化8年7月6日〉）は、江戸時代後期の学者、探検家。
諱は謙ないし謙次郎。字は子虚、号は礼斎、酔古堂、酔古山館。

## 来歴
常陸国久慈郡天下野村にて、農家の4男として生まれる。立原翠軒から儒学を、吉益東洞からは医術を学んだほか、農政学にも通じていた。34歳のときに松島・仙台を旅したのち、奥羽地方や蝦夷地を何度も調査した。
1793年（寛政5年）、水戸藩の密命を受けて松前を調査し、報告書『北行日録』を仕上げた。これは、当時の奥羽や蝦夷地の状況を知る好史料となっている。江戸では大黒屋光太夫関連のロシア情報を収集して『江戸日記』を執筆した。
1798年（寛政10年）、近藤重蔵の蝦夷地探検に「医師・下野源助」として同行し、旅の様子を『蝦夷日記』にしたためた。択捉島タンネモイに建てられた木標「大日本恵登呂府」の文字は木村が書いている。標柱の文字は、
というものであった。「下野源助」は木村の変名であったが、近藤の従僕という資格で択捉入りしたところから、本名を名乗るには差しさわりがあった。木村は従者として12名のアイヌの名前も書いた。ただし、それは名前を和名に改名した者に限られており、改名していないアイヌの従者は標柱に名前を記さなかった。木村は『蝦夷日記』に、日本本土の方を向いて伊勢神宮と京都の天皇を拝し、鹿島神宮、江戸幕府将軍、水戸藩主を拝し、三退して恩師の立原翠軒を拝し、謹んで標柱の文字を書いたと記している。医学を習得した木村は北方探検中に近藤らを治療して助けてといわれる。
この探検の帰路、近藤重蔵は広尾にて悪天により足止めになり、日高海岸の道の悪さを痛感、私費を投じて道路を開削させた。いわゆる「ルベシベツ山道」（現、広尾町ルベシベツ - ビタタヌンケ間）であり、これは、北海道における道路建設（開削）の嚆矢である。このとき、刀勝神祠（現、十勝神社。北海道広尾郡広尾町茂寄）に奉納された「東蝦新道記彫字板」(北海道指定文化財）も「下野源助」によるものである。そのほか近藤の書と伝えられる物の中にも、実は木村の手になる物が少なくないといわれている。
1907年（明治40年）、正五位を追贈された。